# Nokia 6301
Il Nokia 6301 è un telefono prodotto dall'azienda finlandese Nokia e commercializzato nel settembre del 2007.

## Caratteristiche
- Dimensioni: 106.8 x 43.8 x 13.1 mm
- Massa: 93 g
- Risoluzione display: 240 x 320 pixel a 16.7 milioni di colori
- Durata batteria in conversazione: 3.5 ore
- Durata batteria in standby: 336 ore (14 giorni)
- Fotocamera: 2.0 megapixel con zoom 8x
- Memoria: 30 MB espandibile con MicroSD fino a 4 GB
- Bluetooth e USB

## Kit d'acquisto
- Nokia 6301
- Batteria Nokia BL-4C (860 mAh)
- Deskstand DT-23
- Caricabatterie
- Auricolare stereo Nokia HS-47
- MicroSD da 128 MB
- Manuale d'uso